# Stark Raving Mad (film)
Stark Raving Mad er en film, produceret til DVD fra 2002, omkring røveri begået under en rave-fest produceret af A Band Apart. 
Filmen blev instrueret og skrevet af Drew Daywalt og David Schneider. I hovedrollen medvirker Seann William Scott og de andre roller spilles af Lou Diamond Phillips, Timm Sharp, Patrick Breen, John B. Crye, Monet Mazur, Suzy Nakamura, C. Ernst Harth, og Dave Foley. Filmen har soundtrack af John Digweed.

## Handling
Ben McGewens bror blev dræbt af en sindssyg mafiaboss ved navn Mr. Gregory, fordi han undlod at betale sin gæld på 250.000 dollars, for Ben betyder to ting. Han har mistet en bror, og gælden er nu overdraget til ham. Mr. Gregory vil have fat i en legendarisk kinesisk statue, der er udgivet i en bank. Denne bank er beliggende lige ved siden af en natklub. Ben har dannet en mindre bande af blandede personligheder, der vil hjælpe ham med at stjæle denne lille statue, herunder en dame, der var med til at lave sikkerhedssystemet banken anvender. Planen er som følger: Så længe musikken i klubben er skruet op på det højeste niveau, og folk er glade, tilfredse og danser så godt de kan, så vil den første del af sikkerhedssystemet ikke fungerer på grund af de stærke vibrationer. Derfor har Ben arrangeret en real rave-fest fest på en klub, han har lejet. Men selvfølgelig går alt ikke efter planen. Ikke alene skal de kæmpe med store komplikationer og problemer, der opstår, men når de mennesker, der vil udføre røveri på samme tid er en flok temmelig skøre mennesker, så er det rimeligt kompliceret. 